# Memphis pseudiphis
Memphis pseudiphis är en fjärilsart som beskrevs av Otto Staudinger 1887. Memphis pseudiphis ingår i släktet Memphis och familjen praktfjärilar. Inga underarter finns listade i Catalogue of Life.